# Xã Fairfield, Quận Buena Vista, Iowa
Xã Fairfield (tiếng Anh: Fairfield Township) là một xã thuộc quận Buena Vista, tiểu bang Iowa, Hoa Kỳ. Năm 2010, dân số của xã này là 891 người.